# Johann Wilhelm von Camerer
Johann Wilhelm von Camerer, ou Johann Wilhelm Camerer, né à Ohnastetten le 27 février 1763, mort le 31 mars 1847 à Stuttgart, est un mathématicien et astronome wurtembergeois.

## Traces biographiques
Fils de Johann von Camerer, vicaire de Duslingen (1733-1804), Johann Wilhelm Camerer voyagea en France pendant la révolution et en ramena un journal (Tagebuch), témoignage écrit, publié après sa mort. Pasteur à Pfäffingen près d'Ammerbuch dans l'arrondissement de Tübingen, il se maria le 17 avril 1797 avec Elisabeth Wilhelmine Bossert (1775-1841).
En 1800, Johann Wilhelm devint diacre de l'église St. Leonhard de Stuttgart,
En 1805, il est nommé professeur au Lycée impérial de  Stuttgart ; il y enseigne les mathématiques et les sciences.
En 1806, le couple Camerer a un fils, nommé également Johann Wilhlem, et qui devint médecin, à l'image de son oncle paternel, Jakob Gottfried.
En 1821, Johann Wilhelm  devint recteur de ce lycée.  Il y fut le professeur de Christian Zeller (1822-1899), puis devint inspecteur et vraisemblablement fut nommé prélat avant de toucher une pension.
Dans ses travaux, Wilhelm von Camerer s'est appliqué à retrouver les démonstrations des anciens grecs en s'aidant du formalisme de François Viète et de Marino Ghetaldi et à mettre en valeur les procédés d'analyse et de synthèse propre à l'algèbre nouvelle.
Ses mémoires et les papiers de sa famille furent publiés en 1903 par son petit-fils, Otto u. Wilhelm Camerer, dans Geschichte der Familie Camerer, à Stuttgart.

## œuvres

### œuvres de jeunesse
- 1783, Propositiones nonnullae ad theoriam aestimationis errorum in triangulis planis et sphaericis pertinentes en  24 pages

- 1786, Dissertatio in Epistolae ad Colossenses partem priorem (avec Gottlob Christian Storr, et Fues), 46 pages

### Reconstructions géométriques
- 1795, Apollonii de Tactionibus : Quae supersunt, ac maxime lemmata Pappi in hos libros, graece nunc primum edita... cum Vietae librorum Apollonii restitutione, adjectis observationibus, computationibus, ac problematis Apolloniani historia, a Joanne Guilielmo Camerer d'après Apollonius de Perge, Pappus d'Alexandrie et François Viète, ApudC. G. Ettinger (ASIN B001DAR874) ici

- 1796, Apollonius von Pergen ebene Oerter. Wiederhergestellt von Robert Simson. Aus dem Lateinischen übersezt, mit Berechnungen, Bemerkungen, und einer Sammlung geometrischer Aufgaben begleitet von Johann Wilhelm Camerer. Mit Kupfernd'après Apollonius de Perge, et Robert Simson à Böhme, en 446 pagesici ou là.

parmi lesquels se trouve un essai sur l'effort de guerre.
- 1796, Über die Beziehung der Besoldungen und Pensionen zu der französischen Kriegskontribution : 12 septembre 1796 ; chez Schramm en 24 pages

- 1798, Io. Guil. Camerarii Commentatio de variatione aberrationis ac nutationis e variata ascensione recta vel declinatione oriunda chez Beyer et Maring, en 34 pages

- 1806, Solitur problema de describendo triangulo specie dato, ad cujus angulos e puncto aliquo sunt tres rectae magnitudine datae, chez Cotta, 14 pages

- 1809, Robert Simsons Drey erste Bücher von den Kegelschnitten: mit 18 Kupfertafeln, chez Cotta, - 194 pages ici

- 1813, De Analysi et Synthesi mathematica, chez Maentler, en 27 pages.

- 1824, Euclidis Elementa Graece Et Latine Commentariis instructa ediderunt Ioannes Guilelmus Camerer Et Carolus Fridericus Hauber, chez Reimer, en 482 pages ouEuclidis elementorum liber primus : disponible ici

- Entre 1824 et 1825, Euclides: Elementorum libri VI priores, commentario e scriptis veterum ac recentiorum mathematicorum et Pfleideri maxime illustrati chez Reimer connut six éditions en latin  et se trouve actuellement dans 33 bibliothèques réparties dans le monde entier.

### Derniers travaux
- En 1834, Beiträge zur Geschichte des Stuttgarter Gymnasiums

- EN 1840, Johannes Brenz, der württembergische Reformator, deux éditions.
- En 1843, Joh. Wilh. Camerers Genealogische Nachrichten von seinen eigenen und einigen mit ihm näher verwandten Familien

Lorsqu'il meurt, un recueil lui est consacré :
- En 1847, Zum Andenken an Johann Wilhelm Camerer: Prälat und Rektor des Gymnasiums zu Stuttgart, chez Belser, en 20 pages.

- En 1909 sont enfin publiés : Aus dem Reisetagebuch des Magister J.W. Camerer: 1794-1795 Johann Wilhelm Camerer, Wilhelm Lang, ses carnets de voyage de l'époque révolutionnaire.

## Sources